# Poricella celleporoides
Poricella celleporoides är en mossdjursart som först beskrevs av Busk 1884.  Poricella celleporoides ingår i släktet Poricella och familjen Arachnopusiidae. Inga underarter finns listade i Catalogue of Life.